# NGC 321
NGC 321 је спирална галаксија у сазвежђу Кит која се налази на NGC листи објеката дубоког неба.
Деклинација објекта је - 5° 5' 9" а ректасцензија 0h 57m 39,2s. Привидна величина (магнитуда) објекта NGC 321 износи 15,0 а фотографска магнитуда 15,7. NGC 321 је још познат и под ознакама MCG -1-3-43, NPM1G -05.0031, PGC 3443.